# Frontal de altar de Cardet
El Frontal de altar de Cardet es un frontal de altar hecho por el Taller de Ribagorza, que actualmente forma parte de la colección permanente del Museo Nacional de Arte de Cataluña Procede de la iglesia de San Martín de Gia o Xia (valle de Benasque, Alta Ribagorza , Huesca) e ingresó en el museo proveniente de la adquisición de la colección Plandiura, en 1932.

## Contexto
Cataluña es el lugar de Europa donde se han conservado más ejemplos de frontales de altar pintados de los siglos XII y XIII. Los frontales decoraban la parte delantera del altar, el mueble principal del espacio más sagrado de la iglesia. Las tablas pintadas fueron una alternativa a los muebles de orfebrería, únicamente asequibles para las catedrales o los grandes monasterios.
Los frontales de Gia y Cardet son los más representativos de un taller activo en la Ribagorza de mediados del siglo XIII, las obras surgidas del cual incorporan fórmulas del primer gótico: el sentido narrativo de las escenas y la técnica de la corladura sobre los relieves de yeso.
La inscripción de Gia identifica el nombre del pintor "Iohannis» y permite descifrar una inscripción similar al frontal de Cardet. Sin embargo, el análisis detallado de algunos aspectos, como el encaje de las tablas y los bastidor, las incisiones, los relieves de yeso y los recursos pictóricos para dar volumen, hacen evidente que hay también varias maneras de trabajar dentro de un mismo taller.

## Descripción
El Frontal de altar de Cardet, junto con el de  Rigatell, es una de las obras mejores y más representativas del taller de Ribagorza, conocido con este nombre porque de él provienen una serie de obras de estilo y técnica similares.
La técnica se caracteriza por el uso, los fondos y los marcos de relieves de estuco, que a su tiempo eran recubiertos de finas láminas de metal y barniz amarillo, la corladura, porque parecieran piezas de orfebrería. Su estilo pictórico es bastante narrativo y utiliza colores muy vivos, que en la época, con el dorado que hoy se ha perdido, aún debían resaltar más. La vistosidad de estas obras debía hacer que tuvieran una gran demanda, lo que se deduce a partir del número de ejemplares conservados.
El frontal está presidido por la Virgen con el Niño, entronizados en una mandorla almendrada rodeada de Tetramorfos, es decir, los cuatro seres simbólicos que proclaman la Evangelio.
Los compartimentos laterales, separados por unas columnillas, se desarrollan escenas del ciclo de la infancia de Cristo, que comienza con la Anunciación del ángel a María y la Visitación de esta última a santa Isabel.
Continúa con el Nacimiento y, tras José, el Anuncio a los Pastores, escena muy detallista y descriptiva, con elementos de paisaje característicos de la época. Los Magos con sus ofrendas, en la Epifanía, se dirigen a las figuras centrales. Y el último
compartimento se representan, aquí también sin separación arquitectónica, dos escenas: la Degollación de los Inocentes, difícil de reconocer porque se han perdido las lanzas de los soldados y los niños degollados, y la Huida a Egipto.